# Kurgunta
Kurgunta è una suddivisione dell'India, classificata come census town, di 8.584 abitanti, situata nel distretto di Gulbarga, nello stato federato del Karnataka. In base al numero di abitanti la città rientra nella classe V (da 5.000 a 9.999 persone).

## Geografia fisica
La città è situata a 17° 11' 60 N e 77° 20' 60 E e ha un'altitudine di 417 m s.l.m..

## Società

### Evoluzione demografica
Al censimento del 2001 la popolazione di Kurgunta assommava a 8.584 persone, delle quali 4.385 maschi e 4.199 femmine. I bambini di età inferiore o uguale ai sei anni assommavano a 1.086, dei quali 589 maschi e 497 femmine. Infine, coloro che erano in grado di saper almeno leggere e scrivere erano 4.340, dei quali 2.657 maschi e 1.683 femmine.